# She Gods of Shark Reef
She Gods of Shark Reef is een Amerikaanse avonturenfilm uit 1958 onder regie van Roger Corman. 

## Verhaal
Jim en Chris lijden schipbreuk op een eiland, dat uitsluitend wordt bevolkt door vrouwen. Chris wordt verliefd op een van de inboorlingen. Hij redt haar van een ritueel offer en mag haar meenemen naar de beschaafde wereld.

## Rolverdeling
| Acteur        | Personage    |
| ------------- | ------------ |
| Bill Cord     | Chris        |
| Don Durant    | Jim          |
| Lisa Montell  | Mahia        |
| Jeanne Gerson | Koningin Pua |
| Carol Lindsay | Hoelameisje  |